# Vjačeslav Krištofovič
Vjačeslav Krištofovič (Kiev, 26 ottobre 1947) è un regista sovietico.

## Filmografia parziale

### Regista
- Rebro Adama (1990)
- Prijatel' pokojnika (1997)